# Kommunale Hochschule für Verwaltung in Niedersachsen

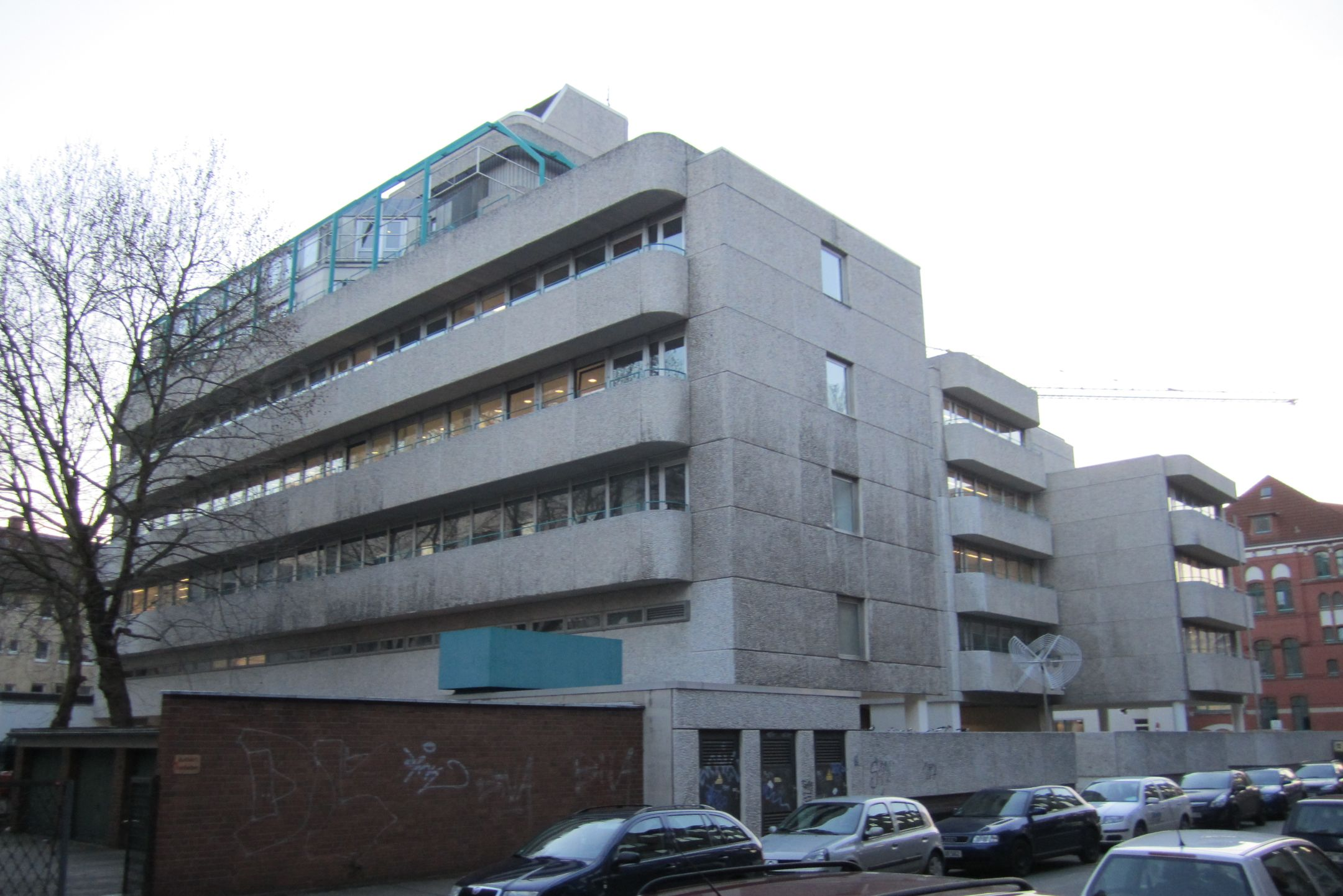
Gebäude in der Wielandstraße

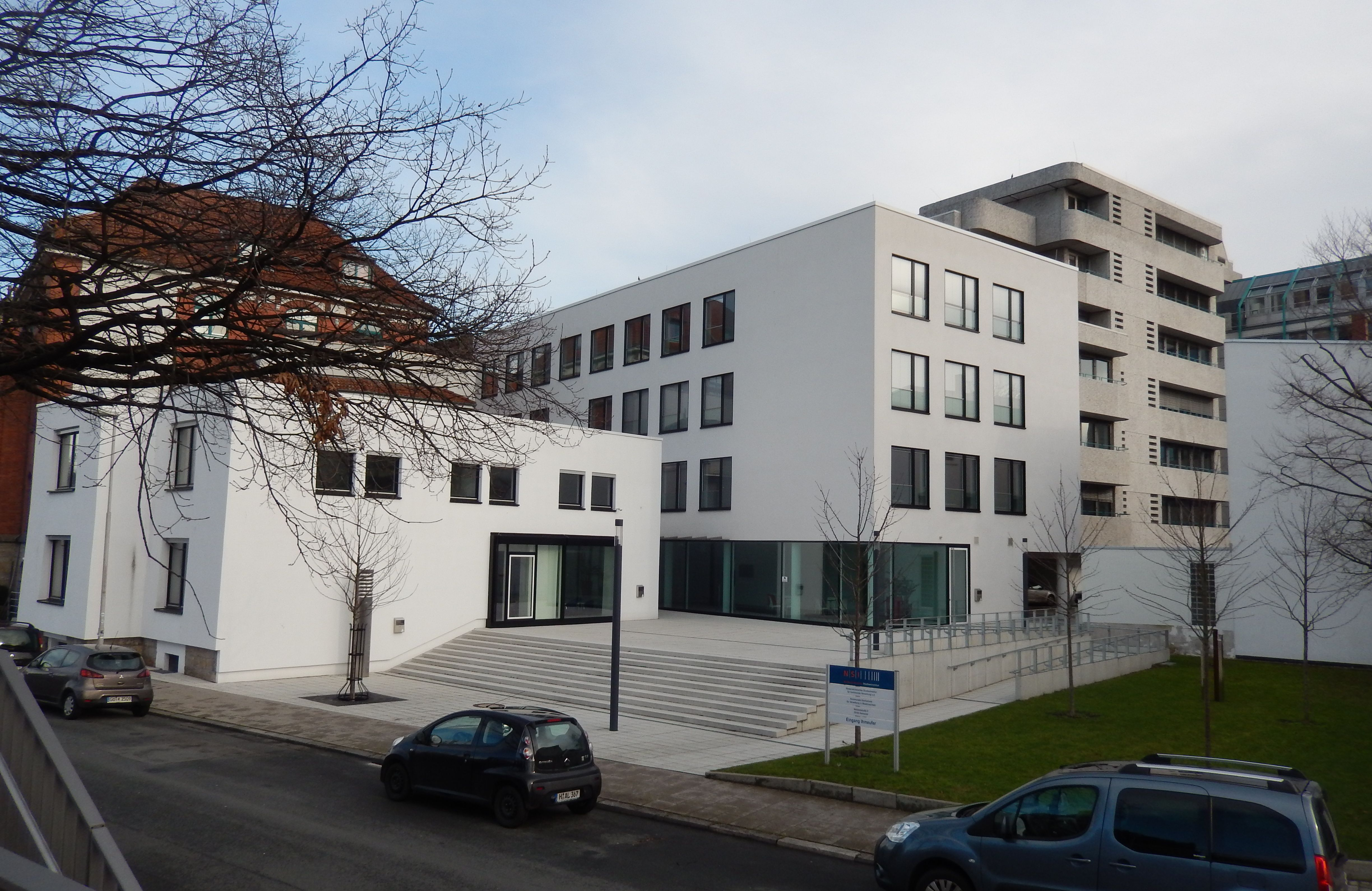
Ansicht von der Glockseestraße

Die Kommunale Hochschule für Verwaltung in Niedersachsen ist eine Verwaltungshochschule der Gemeinden und Landkreise in Niedersachsen mit Standort Hannover.

## Geschichte
Vorgänger war die Niedersächsische Fachhochschule für Verwaltung und Rechtspflege (FHVR) mit Sitz in Hildesheim, die von August 1979 bis zum 30. September 2007 bestand. Im September 2007 hatte der Niedersächsische Landtag das Gesetz zur Neuordnung der Ausbildung für den gehobenen nichttechnischen Verwaltungsdienst beschlossen. Danach wurde unter anderem die Niedersächsische Fachhochschule für Verwaltung und Rechtspflege aufgelöst. Zum 1. Oktober 2007 wurde daraufhin die Kommunale Fachhochschule für Verwaltung in Niedersachsen mit Standort Hannover errichtet. Seit der Fusion der kommunalen Studieninstitute in Braunschweig, Hannover und Oldenburg ist das Niedersächsische Studieninstitut für kommunale Verwaltung e. V. alleiniger Träger der Fachhochschule. Mit Vollendung der Fusion heißt sie nun nur noch Kommunale Hochschule für Verwaltung in Niedersachsen.

## Bachelor-Studiengänge
- Allgemeine Verwaltung
- Verwaltungsbetriebswirtschaft

Das Studium endet mit dem Abschluss zum Bachelor of Arts. Zugleich erwerben die Studierenden, die das Studium im Rahmen eines Vorbereitungsdienstes im Beamtenverhältnis auf Widerruf absolvieren, damit die Befähigung für die Laufbahn der Laufbahngruppe 2, 1. Einstiegsamt der Fachrichtung Allgemeine Dienste.

## Master-Studiengang
- Kommunales Verwaltungsmanagement

Das Studium endet mit dem Abschluss zum Master of Arts.